# Le Tremblay
Le Tremblay là một xã thuộc tỉnh Maine-et-Loire trong vùng Pays de la Loire phía tây nước Pháp. Xã này nằm ở khu vực có độ cao trung bình 32 mét trên mực nước biển.
Sông Verzée tạo thành toàn bộ ranh giới phía bắc thị trấn.